# 上森塞特公園 (印地安納州)
上森塞特公園（英語：Upper Sunset Park）是位於美國印地安納州卡洛爾縣的一個非建制地區。該地的面積和人口皆未知。

## 地理
上森塞特公園的座標為40°43′30″N 86°45′16″W / 40.72500°N 86.75444°W，而該地的平均海拔高度為190米（即623英尺）。